# Karabin Daewoo DAR 21
Daewoo Assault Rifle for 21st century (DAR 21) – zaprezentowany po raz pierwszy na targach Defence Services Asia 2004 (Kuala Lumpur) koreański karabin automatyczny. Konstrukcja pochodna starszych karabinów Daewoo K2.
Karabin DAR-21 jest zbudowany w układzie bullpup co pozwoliło zmniejszyć długość karabinu bez skracania lufy. Na wierzchu komory zamkowej znajdują się dwie szyny Picatinny. Tylna, dłuższa służy do zamontowania uchwytu transportowego z mechanicznymi przyrządami celowniczymi lub podstawy celownika optycznego (powiększenie 3x). Na przedniej, krótszej mocowana jest muszka (w przypadku stosowania celownika mechanicznego) lub laserowy wskaźnik celu. Trzecia szyna Picatinny znajduje się pod przednią częścią łoża.